# Massacre des Micmacs
 (juillet 2021).
Le massacre des Micmacs par les Iroquois fut un événement ayant eu lieu autour de l'année 1530 et qui fut rapporté à Jacques Cartier (qui situa le massacre en 1533) par le chef Donnacona. Les Micmacs étaient alors un peuple nomade et vivaient dans les régions aujourd'hui connues sous le nom de Bas-Saint-Laurent. et de Gaspésie. 
Dans les années 1530, une cinquantaine de familles, soit environ 200 nomades firent halte dans une petite baie, probablement dans l'actuel parc du Bic, près de Rimouski, où le gibier abondait. C'est alors qu'ils furent surpris par une embuscade iroquoise. Les familles micmacs tentèrent de se cacher dans une grotte sur l'île du massacre mais les Iroquois les retrouvèrent et les exécutèrent, y compris femmes et enfants.
Donnacona raconta que seulement 5 Micmacs échappèrent au massacre.
Des doutes sont soulevés quant au récit du massacre,.